# Ringhorn
Ringhorn (nord. hringhorni, „Schiff mit einem Kreis am Steuer“) ist in der nordischen Mythologie das Schiff des Balder.
Auf dem Schiff Ringhorn wurde der Leichnam Balders bestattet. Es war das größte der Schiffe und so schwer, dass allein die Jötin Hyrrokkin es in die See zu stoßen vermochte.